# Erich Walch
Erich Walch (Selva dei Molini, 16 agosto 1947) è un ex fondista italiano cieco, vincitore di una medaglia ai Giochi paralimpici invernali.

## Biografia
Ai mondiali di sci nordico di Sälen 1986 vinse la medaglia di bronzo nella staffetta.
Walch partecipò a tre paralimpiadi invernali (Innsbruck 1988,Tignes 1992, Lillehammer 1994).
Alle Paralimpiadi invernali di Innsbruck 1988, Tomasini vinse la medaglia di bronzo nella staffetta 4x10 km con i compagni di squadra Paolo Lorenzini, Riccardo Tomasini e Hubert Tscholl.
Partecipò anche alle Olimpiadi invernali di Calgary 1988, nell'evento dimostrativo di "sci per disabili", dove giunse all'8º posto della 5 km B1 con la guida P. Seebacher.

## Palmarès

### Paralimpiadi
- 1 medaglia:
  - 1 bronzo